# Testifying
Testifiyng (англ. свидетельствую, клянусь) — первый студийный альбом американского джазового органиста Ларри Янга. Альбом был записан на студии Руди Ван Гелдера в Энглвуд-Клифс, Нью-Джерси, 2 августа 1960 года. Выпущен в том же году сублейблом Prestige — New Jazz. Во время записи Янгу было только 19 лет.

## Особенности
Альбом сыгран в формате органного трио с гитаристом Торнелом Шварцем (Thornel Schwartz) и барабанщиком Джимми Смитом (Jimmie Smith, тёзка органиста Джимми Смита). Это трио с участием других солистов менее чем через два месяца запишет альбом Young Blues и в 1962 году — Groove Street. На двух треках к составу присоединился тенор-саксофонист Джо Холидей (Joe Holiday).
Две собственные композиции Янга показывают ориентированность музыканта на ритм-энд-блюз в этот период. Особенно выделяется открывающая «Testifying» с мощным органным соло. Бойкие джазовые стандарты «Wee Dot» или «Falling in Love With Love» демонстрируют интерес к органному соул-джазу, характерному для своего времени. В «Exercise for Chihuahuas» Джо Холидей предлагает интересную тему, но несколько теряется в ритмической пульсации во время соло.

## Отзывы
Allmusic оценил альбом в 3 балла из 5. Скотт Яноу отмечает: «хотя Янг стал впоследствии новатором, на этом раннем этапе продолжал находиться под влиянием Джимми Смита; факт, что он пригласил бывшего гитариста Смита, а барабанщиком был его тёзка, лишь подчёркивает связь. Альбом можно с лёгкостью рекомендовать поклонникам джазового органа».
Пользователи Rate Your Music оценили альбом в 3.64 из 5 баллов (21 оценка).

## Список композиций
| №  | Название                       | Автор(ы)                               | Длительность |
| -- | ------------------------------ | -------------------------------------- | ------------ |
| 1. | «Testifying»                   | Larry Young                            | 9:52         |
| 2. | «When I Grow Too Old to Dream» | Oscar Hammerstein II / Sigmund Romberg | 5:15         |
| 3. | «Exercise For Chihuahuas»      | Joe Holiday                            | 7:34         |
| 4. | «Falling In Love With Love»    | Lorenz Hart / Richard Rodgers          | 5:04         |
| 5. | «Some Thorny Blues»            | Larry Young                            | 6:20         |
| 6. | «Wee Dot»                      | J. J. Johnson                          | 7:04         |
| 7. | «Flamingo»                     | Edmund Anderson / Ted Grouya           | 5:23         |

## Участники
- Ларри Янг — орган
- Торнел Шварц — гитара
- Джимми Смит — ударные
- Джо Холидей — тенор-саксофон [3, 7]